# Янина Поражинска
Янѝна Поражин̀ска (на полски: Janina Porazińska) е полска писателка, поетеса и преводачка на шведска литература.

## Биография
Родена е на 29 септември 1888 г. в Люблин. Следва във Факултета по природни науки в Ягелонския университет в Краков. Член е на взаимнообразователната младежка, селска и работническа организация Junacy. През 1917 г. основава детското списание „Płomyk“. През 1922 – 1925 г. е председател на Агенцията по религиозните въпроси и общественото образование (с ранг на министър). Между 1927 и 1939 г. е редактор на „Płomyczek“, „Słonka“ и „Poranek“. По време на германската окупация е активист на нелегалното образование и култура.
Писателката е очарована от полския фолклор и пише поезия и приказки, вдъхновени от него.
През 1958 г. в неин превод е отпечатано издание на Калевала на полски, адаптирано за деца.
Умира на 3 ноември 1971 г. във Варшава.

## Творчество
- „W spalonym dworze. Opowiadanie z 1920“ (1923)
- „Kichuś majstra Lepigliny“ (1924)
- „W Wojtusiowej izbie“ (1925)
- „Kopciuszek“ (1929)
- „Jaś i Kasia“ (1933)
- „Wesoła gromadka“ (1933)
- „Legendy“ (1937)
- „Maciuś Skowronek“ (1937)
- „Baśń o siedmiu krukach“ (1938)
- „O dwunastu z Zapiecka“ (1946)
- „Borówka“ (1947)
- „Pleciugowe nowinki“ (1947)
- „Boża ścieżka królowej Kingi“ (1947)
- „O babulce“ (1950)
- „Smyku smyku na patyku“ (1952)
- „Za górami… za lasami…“ (1952)
- „Bajdurki“ (1952)
- „Za trzydziewiątą rzeką“ (1955)
- „Zuchwały strzyżyk“ (1955)
- „Trzy gadulki“ (1955)
- „Psotki i śmieszki“ (1955)
- „Kto mi dał skrzydła“ (1957)
- „Tajemnicze butki“ (1958)
- „Wesele Małgorzatki“ (1958)
- „Kalevala“ (1958)
- „Pan Twardowski w Czupidłowie“ (1959)
- „I w sto koni nie dogoni“ (1961)
- „Czarodziejska księga“ (1961)
- „Starodzieje“ (1962)
- „Pamiętnik Czarnego Noska“ (1964)
- „Moja książeczka“ (1967)
- „Nad wiślaną wodą“ (1971)
- „Szewczyk Dratewka“ (1973)

## Памет
В края на септември 2011 г. в квартал Повишле на район Шродмешче във Варшава е открит парк, кръстен на нея.

## Награди и отличия
- Награда на полските писатели (1950)
- Награда на министър-председателя (1953)
- Медал в чест на 10-ата годишнина на Полската народна република (1955)[3]
- Офицерски кръст на Орден на Полското възраждане (1955)[4]
- Наградата на град Варшава (1957)
- Командирски кръст на Орден на Полското възраждане (1966)
- Орден на усмивката (1969)